# Ezüstös császárlégykapó
Az ezüstös császárlégykapó (Eutrichomyias rowleyi) a madarak osztályának verébalakúak (Passeriformes) rendjébe és a császárlégykapó-félék (Monarchidae) családjába  tartozó Chasiempis madárnem egyetlen faja. A faj több egy évszázada ismert és már azt feltételezték, hogy kihalt, de 1998 októberében újra észlelték.
A magyar név forrással nincs megerősítve.

## Előfordulása
Indonéziához tartozó kis sziget, Sangihe területén honos.

## Megjelenése
Testhossza 18 centiméter. Tollazata kék színű, felül sötétebb, mint alul.

## Életmódja
Tápláléka szinte kizárólag rovarokból és más gerinctelenekből áll.